# 야옹

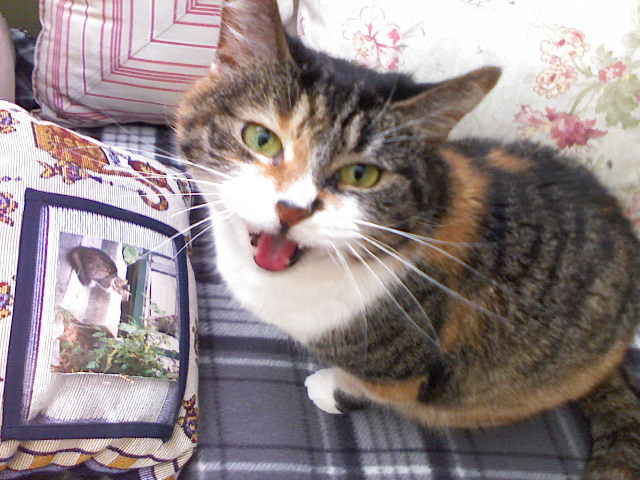
고양이가 야옹거리고 있다.

야옹은 고양이의 의사소통 중 하나다. 야옹은 소리의 톤이 다양할 수 있다.
야옹은 근본적으로 학습된 행동으로 진화한다. 야생 고양이였던 고양이는 평생 인간과의 상호작용에 익숙해진 고양이보다 훨씬 덜 야옹한다. 특히 애착이 강한 고양이는 인간과의 의사소통에 반응하여 모방적이고 성찰적인 방식으로 야옹한다. 여기에는 상호 감정적 연결이 기반일 수 있다.